# Harley Quinn (televisieserie)
Harley Quinn is een Amerikaanse geanimeerde web-televisieserie voor volwassenen gebaseerd op het Harley Quinn-personage. De serie is gemaakt door Paul Dini en Bruce Timm en ging op 29 november 2019 in première op DC Universe. Er zullen aanvankelijk 13 afleveringen worden gemaakt. De serie is geschreven en uitgevoerd door Justin Halpern, Patrick Schumacker en Dean Lorey en volgt de tegenslagen van Harley Quinn en haar partner in crime, Poison Ivy, na het verlaten van haar ex-lief de Joker die haar mishandelde.

## Premisse
De serie volgt de avonturen van Harley Quinn nadat ze uit elkaar is gegaan met de Joker. In het verhaal wordt ze met hulp van Poison Ivy en anderen lid van het Legion of Doom.

## Cast en personages
- Kaley Cuoco als Dr. Harleen Quinzel / Harley Quinn[2]
- Diedrich Bader als Bruce Wayne / Batman[3]
- Lake Bell als Dr. Pamela Isley / Poison Ivy
- Alan Tudyk als Joker, Basil Karlo / Clayface, Julian Day / Calendar Man[4]
- Jim Rash als Edward Nygma / Riddler
- Ron Funches als Nanaue / King Shark
- Chris Meloni als commissaris James Gordon
- Tony Hale als Dr. Edgar Cizko / Doctor Psycho,[5] Felix Faust[6]
- JB Smoove als Frank de plant
- Jason Alexander als Sy Borgman
- Giancarlo Esposito als Lex Luthor
- Wanda Sykes als Tsaritsa / Queen of Fables
- Rahul Kohli als Dr. Jonathan Crane / Scarecrow
- Sanaa Lathan als Selina Kyle / Catwoman[7]
- Tom Kenny als hand van Clayface
- Vanessa Marshall als prinses Diana / Wonder Woman,[8] Doris Zeul / Giganta
- Jacob Tremblay als Damian Wayne / Robin[9]
- James Adomian als Bane
- Matt Oberg als Waylon Jones / Killer Croc, Charles Brown / Kite-Man, Anatoli Knyazev / KGBeast
- Tisha Campbell-Martin als Tawny Young
- Phil LaMarr als David Hyde / Black Manta, Jason Praxis[10]
- Wayne Knight als Oswald Cobblepot / The Penguin
- Sean Giambrone als Joshua
- Andy Daly als Harvey Dent / Two-Face
- Will Sasso als Maxie Zeus
- Briana Cucco als Barbara Gordon / Batgirl
- Natalie Morales als Lois Lane
- Howie Mandel als zichzelf

## Productie

### Ontwikkeling
Op 20 november 2017 werd aangekondigd dat DC Universe 26 afleveringen van Harley Quinn had besteld, een half uur durende animatieserie voor volwassenen gemaakt en geschreven door Justin Halpern, Patrick Schumacker en Dean Lorey. Halpern, Schumacker, Lorey en Sam Register waren de uitvoerend producenten van de serie en Jennifer Coyle was de regisseur, via productiebedrijven Ehsugadee Productions en Warner Bros. Animatie Het eerste seizoen bestaat uit 13 afleveringen van de oorspronkelijke set van 26 afleveringen.
In juni 2018 werd aangekondigd dat de serie in 2019 in première zou gaan. Er werd ook gemeld dat Kaley Cuoco zou dienen als uitvoerend producent voor de serie via haar productiebedrijf Yes, Norman Productions.

### Casting
Tijdens de aankondiging van de serie werd bekend gemaakt dat de producenten van de serie Margot Robbie wilden vragen het personage te vertolken, daar deze het personage in het DC Extended Universe speelt. Andere personages die hoogstwaarschijnlijk in de serie zouden verschijnen zijn de Joker, Poison Ivy, Sy Borgman, Doctor Psycho, Malice Vundabar, King Shark en Clayface .
Op 3 oktober 2018 werd aangekondigd dat Cuoco de stemacteur van Harley Quinn zou zijn en dat Lake Bell Poison Ivy zou spelen. Extra stemacteurs in de serie zijn Alan Tudyk als Joker en Clayface, Ron Funches als King Shark, JB Smoove als Frank the Plant, Jason Alexander als Sy Borgman, Wanda Sykes als the Queen of Fables, Giancarlo Esposito als Lex Luthor, Natalie Morales, Jim Rash als Riddler, Diedrich Bader die zijn rol herneemt vanuit Batman: The Brave and the Bold als Batman zelf, Tony Hale als Dr. Psycho en Christopher Meloni als James Gordon . Kort daarna onthulde Rahul Kohli dat hij Scarecrow zou spelen in de serie. In juni 2019 werd bekend dat Sanaa Lathan zou spelen als Catwoman.

## Première
Harley Quinn ging in première op DC Universe op 29 november 2019. Op 3 oktober 2018, voorafgaand aan de jaarlijkse New York Comic Con, werd een teaser-trailer uitgebracht met Harley Quinn, Poison Ivy en Batman. Een volledige, ongecensureerde trailer op de cover van Joan Jett van het themalied van The Mary Tyler Moore Show werd uitgebracht op 20 juli 2019 om samen te vallen met het panel tijdens San Diego Comic-Con .

## Ontvangst
Harley Quinn heeft een 88% beoordeling op basis van 25 beoordelingen, met een gemiddelde beoordeling van 8.28 / 10 op Rotten Tomatoes. De kritische consensus van de website luidt: "Een sterke stem en een nog sterker begrip van wat zijn titulaire antiheldin zo geliefd maakt, maakt Harley Quinn een gewelddadig heerlijke - en verrassend inzichtelijke - toevoeging aan het geanimeerde universum van DC." Op Metacritic heeft het een gewogen gemiddelde score van 86 van de 100, gebaseerd op 6 critici, wat duidt op "universele toejuiching".